# Tiziana Ghiglioni
Tiziana Ghiglioni (Savona, 25 ottobre 1956) è una cantante italiana.

## Biografia
Tiziana Ghiglioni inizia la sua formazione musicale negli anni settanta frequentando i seminari del pianista e compositore Giorgio Gaslini e studiando tecnica vocale con il soprano Gabriella Ravazzi. 
Fra le prime esperienze professionali c'è la tournée teatrale con lo spettacolo Shakespeare/Ellington con lo stesso Giorgio Gaslini e Giorgio Albertazzi.
Nei primi anni ottanta inizia la sua carriera di cantante jazz e band leader ottenendo immediatamente l'attenzione di pubblico e critica grazie anche alle recensioni del giornalista e storico del jazz Arrigo Polillo che commenta  molto positivamente sia le sue prime esibizioni pubbliche sia il suo primo disco ("Lonely Woman" del 1981) inciso con alcuni giovani emergenti fra i quali Piero Leveratto e Luigi Bonafede.
L'accoglienza del primo disco è tale che già nella seconda incisione ("Sounds of Love" del 1983) la cantante viene affiancata da 
musicisti di fama internazionale come Kenny Drew al pianoforte e Niels-Henning Ørsted Pedersen al contrabbasso.
Negli anni successivi Ghiglioni afferma il suo ruolo di spicco nel panorama del jazz italiano collaborando con alcuni dei più noti jazzisti nazionali (fra i quali Luca Flores, Enrico Pieranunzi, Paolo Fresu, Franco D'Andrea, Gianluigi Trovesi e Enrico Rava) e internazionali (tra cui Chet Baker, Steve Lacy, Mal Waldron, Paul Bley e Lee Konitz).
Pur essendo molto apprezzata per le sue esecuzioni del repertorio jazzistico tradizionale, Ghiglioni mostra una particolare predilezione per il free jazz e per le contaminazioni. Lei stessa ha affermato che la sua passione per il jazz è nata dopo aver ascoltato il sassofonista Archie Shepp, uno dei protagonisti del movimento free. Non a caso già nella sua prima incisione si cimentava con un brano di Ornette Coleman, "Lonely Woman", che dava anche il titolo all'album.
Questo interesse per l'avanguardia è testimoniato, fra gli altri, dal disco "SONB" del 1992, che le è valso  il secondo posto nella classifica dei migliori dischi della rivista Musica Jazz e il soprannome di "First Lady" del jazz italiano (ad opera dell'allora direttore della rivista Pino Candini). Fra le sperimentazioni più recenti si può citare il disco "Rotella Variations", firmato assieme al violinista Emanuele Parrini: un ambizioso tentativo di trasportare in musica le suggestioni dell'artista contemporaneo Mimmo Rotella.
Nel 2009 è stata Presidente di Commissione Artistica della 3ª edizione degli Italian Jazz Awards - Luca Flores.
Attualmente vive dividendosi tra Genova e Milano.
È titolare della cattedra di canto jazz presso il conservatorio di Rovigo.
Il 23 e il 24 giugno 2012  è stata l'ospite d'onore al saggio di fine anno dell'accademia musico culturale "La Fenice" a Gioia del Colle. Ha cantato con i ragazzi della scuola che hanno ricevuto da lei anche un attestato della "Master class"

## Premi e riconoscimenti
Nel 1994 ha vinto il premio Tenco per il disco "Tiziana Ghiglioni canta Luigi Tenco" nel quale rivisita in chiave jazz alcune canzoni del celebre cantautore genovese.
Nel 2005 ha ricevuto il premio "Iseo".
Nel 2007 e 2010 ha ricevuto due nomination come Best Jazz Singer agli Italian Jazz Awards - Luca Flores.

## Discografia
- 1981 - LONELY WOMAN - Dischi Della Quercia Q28014
- 1983 - SOUNDS OF LOVE - Soul Note SN 1056
- 1985 - Streams - (con Luca Bovini, Maurizio Caldura Nuñez, Luca Flores, Franco Nesti, Alessandro Fabbri) - Splasc(h) Records LP H 104.1 – 1989 - CD Version H 104.2
- 1984 - DON'T SAY GOODBYE – Fonit Cetra PL 696 (con Alfredo Ponissi)
- 1986 - SOMEBODY SPECIAL - Soul Note SN 1156
- 1986 - Barga Jazz Festival - Piras s.a.s.
- 1987 - Well Actually (con Giancarlo Schiaffini) - Splasc(h) Records LP H 117.1 – CD Version HP 540.2 (New Mastering 2005)
- 1987 - Onde - (con Art Studio) - Splasc(h) Records LP H 133.1 – 1989 - CD Version H 133.2
- 1988 - BOBERA - Phrases-Clac records
- 1988 - Yet Time - (con Roberto Ottaviano, Paolino Dalla Porta, Stefano Battaglia & Tiziano Tononi) - Splasc(h) Records LP H 150.1 – 1989 - CD Version H 150.2
- 1989 - SI'LL BE AROUND- Soul Note SN 121256-1
- 1991 - Lyrics  - (con Paul Bley) Splasc(h) Records CD H 348.2
- 1992 - SONB (Something Old, Something New, Something Borrowed, Something Blue) - (con Steve Lacy, Enrico Rava, Giancarlo Schiaffini, Gianluigi Trovesi, Umberto Petrin, Attilio Zanchi  e Tiziano Tononi) - Splasc(h) Records CD H 370.2
- 1993 - Tenco Project  - Philology W 60.2
- 1994 - OZIO  - Via Veneto Jazz VVJ004
- 1994 - Tiziana Ghiglioni canta Luigi Tenco
- 1995 - TIZIANA GHIGLIONI SINGS GASLINI  - Soul Note SN 121297-2
- 1996 - SPELLBOUND - YVP Music CD 3058
- 1998 - Battisti!  - Philology W133.2
- 1998 - Tenco in jazz - Philology W 118.2
- 1998 - My Essential Duke - Philology
- 1998 - ALKALINE JAZZ TRIO -  Splasc(h) Records CDH 650
- 1999 - LA VOCE DEL MONDO - ARV-IRD ARV4004 con Silset, Amighetti, Norbakken e Ludvigsen
- 2001 - A Lucio Battisti -  Philology w190.2
- 2003 - Rotella Variations - (con Emanuele Parrini) - Splasc(h) Records CD H 2504.2 (Contemporary Series)
- 2004 - So Long Flores - Splasc(h) Records CD HP 535.2
- 2007 - ECHOES OF MJQ - Caligola Records 2039–2
- 2008 - GOODBYE CHET– Philology
- 2009 - A Male Walking In The Cauldron (The Music Of Mal Waldron) - (con The T Bone Band) - Splasc(h) Records CD H 2520.2 (Contemporary Series)
- 2010 - Non sono io. (Musiche di Luigi Tenco) – Philology con Stefano Bollani
- 2011 - Songs - (con Alberto Tacchini, Riccardo Luppi, Roberto Bonati e Massimo Manzi) - Splasc(h) Records CD H 1554.2
- 2011 - Figli - Music & Word by Federico Ceratti - (Ensemble) - Splasc(h) Records CD H 1556.2
- 2012 - Vie D'heros-es - Music & Word by Tiziana Ghiglioni and Tiziano Tononi - (Jazz Studio Orchestra dir. Paolo Lepore with Tiziano Tononi, Daniele Cavallanti, Emanuele Parrini, Michele Lomuto, Michele Campobasso, Pasquale Gadaleta) - Centromusica Records CD
- 2015 - River Tales  - (con Tiziano Tononi & Jay Clayton) - Splasc(h) Records CD H 2538.2 (Contemporary Series)